# 固城李氏
固城李氏（韓語：고성이씨），是朝鮮的一個氏族，本貫在慶尚南道固城郡。2000年人口調査時發現有八萬九千二百五十四人。固城李氏的始祖可以追溯至紀元前109年—前108年間的漢滅朝鮮之戰，其中隨漢軍征伐朝鮮的漢武帝時期中書舍人李槃留在此地，其第24代子孫是高麗德宗時代的李璜，而李槃則據傳為老子（李耳）的後代。